# Úřad vysokého představitele pro Bosnu a Hercegovinu

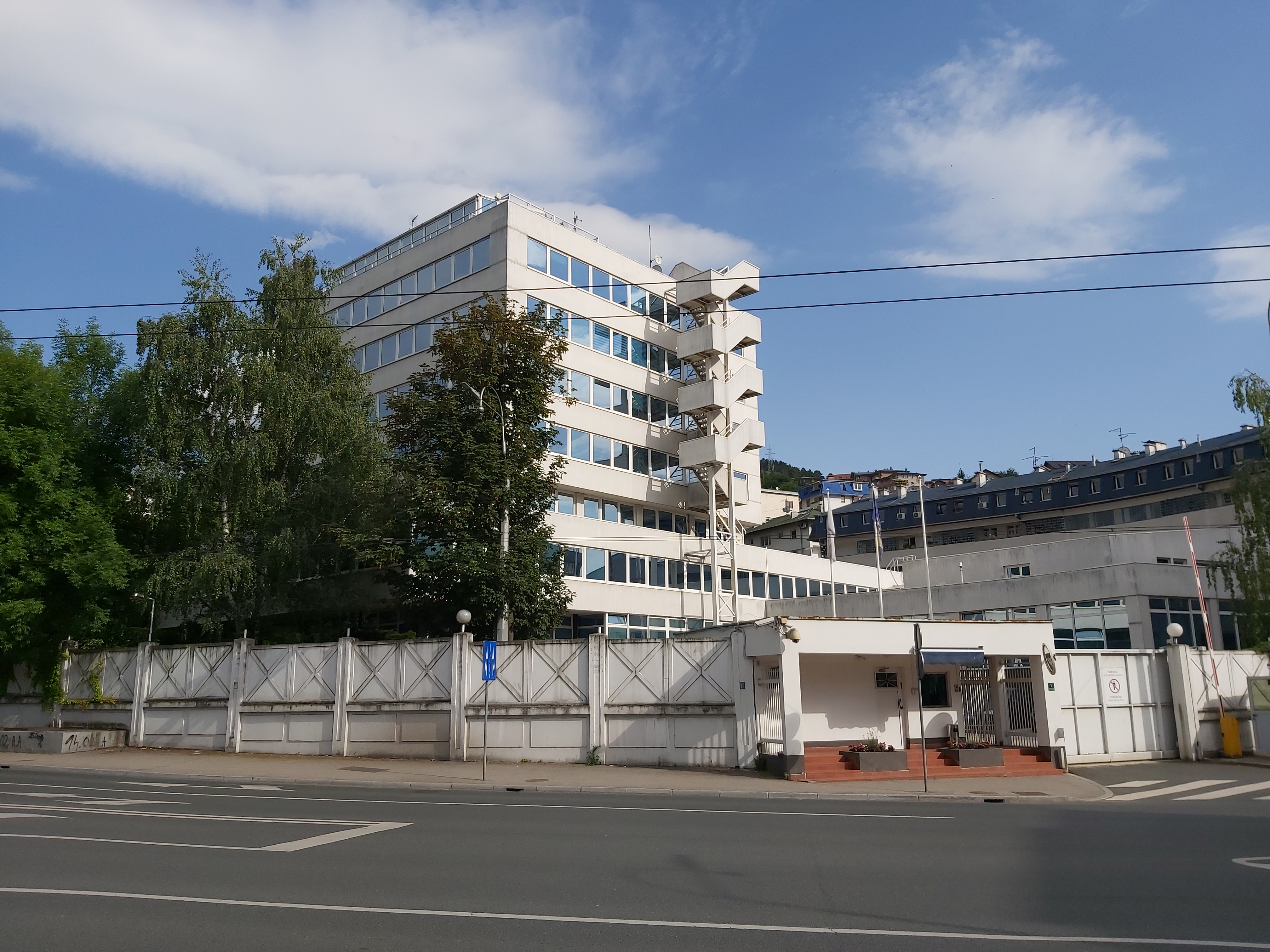
Sídlo Vysokého představitele a jeho úřadu v Sarajevu.

Úřad vysokého představitele pro Bosnu a Hercegovinu anglicky Office of the High Representative in Bosnia and Herzegovina, bosensky Ured visokog predstavnika za Bosnu i Hercegovinu) dohlíží na civilní implementaci Daytonské dohody v Bosně a Hercegovině. Vysoký představitel je jmenován a zastupuje země, které jsou členy Rady pro implementaci míru (anglicky Peace Implementation Council). Podle Bonnských pravomocí je nejvyšší autoritou v otázkách implementace Daytonské smlouvy. Vysoký představitel a jeho úřad vystupují jako jeden subjekt.
Do současné doby byli všichni vysocí představitelé ze zemí Evropské unie. Jejich hlavním zástupcem bývají většinou občané USA. Hlavní zástupce Vysokého představitele pro Bosnu a Hercegovinu slouží rovněž jako hlavní dozorující osoba pro distrikt Brčko a zastupuje zde mezinárodní společenství.

## Sídlo
Sídlo vysokého představitele je v hlavním městě Sarajevu. Další kanceláře v Banja Luce a Bratunaci. Úřad financuje Evropská unie (54 % financí), dále USA, Japonsko, Kanada a Rusko.

## Historie
Pozice a úloha Úřadu vysokého představitele pro Bosnu a Hercegovinu vychází z Daytonské smlouvy, která byla podepsána v závěru roku 1995. Úkolem vysokého představitele je dohlížet nad prováděním Daytonské smlouvy a rovněž potom i koordinovat aktivity mezinárodních civilních organizací a agentur, které v zemi působí. Jeho mandát je popsán v příloze č. 10 Daytonské mírové smlouvy. Vysoký představitel není nadřízen jednotkám SFOR; tyto jsou koordinovány v rámci NATO.
Vysokého představitele pro Bosnu a Hercegovinu navrhuje Výkonná rada Rady pro implementaci míru a jmenování realizuje Rada bezpečnosti OSN.
V roce 1997 byly pravomoci Vysokého představitele tzv. Bonnskými pravomocemi podstatně rozšířeny. Vysoký představitel tak díky nim může přímo odvolávat volené politiky nebo rušit rozhodnutí jednotlivých orgánů na všech úrovních v zemi. V roce 1999 např. odvolal prezidenta Republiky srbské Nikolu Poplašena, případně suspendoval některé zákony na úrovni jednotlivých entit Bosny a Hercegoviny.
V současné době (2025) je v této funkci Christian Schmidt. Proti jeho jmenování vystoupilo Rusko, které požadovalo, aby tato instituce v rámci politického systému Bosny a Hercegoviny zanikla.

## Seznam vysokých představitelů
| Pořadí | Jméno                       | Stát               | Jmenován   | Odstoupil  |
| ------ | --------------------------- | ------------------ | ---------- | ---------- |
| 1      | Carl Bildt                  | Švédsko            | 14.12.1995 | 17.06.1997 |
| 2      | Carlos Westendorp Cabeza    | Španělsko          | 18.06.1997 | 17.08.1999 |
| 3      | Wolfgang Petritsch          | Rakousko           | 18.08.1999 | 26.05.2002 |
| 4      | Paddy Ashdown               | Spojené království | 27.05.2002 | 31.01.2006 |
| 5      | Christian Schwarz-Schilling | Německo            | 01.02.2006 | 30.06.2007 |
| 6      | Miroslav Lajčák             | Slovensko          | 01.07.2007 | 28.02.0009 |
| 7      | Valentin Inzko              | Rakousko           | 01.03.2009 | 31.07.2021 |
| 8      | Christian Schmidt           | Německo            | 01.08.2021 | N/A        |